# Кудін В'ячеслав Олександрович
Вячеслав Олександрович Ку́дін (нар.19 лютого 1925, с. Терлиця, Україна — пом. 10 грудня 2018 року, Прінстон (Нью Джерсі), США — український кінознавець, філософ. Видатний вчений ХХ століття, заслужений працівник культури України (1968). Доктор філософських наук (1963), професор (1965). Лауреат Республіканської премії в галузі літературно-художньої критики (1979), премії Спілки кінематографістів України. Є автором понад 500 наукових праць, підручників, монографій, статей, присвячених темам педагогічної майстерності.

## Біографічні дані
Народився 19 лютого 1925 р. у с. Терлиця Монастирищинського району Черкаської області в селянській родині.
Вячеслав Олександрович Кудін — учасник Другої Світової війни. У 1942 році підлітком був вивезений на каторгу до Німеччини в концтабори Вайсенбург, Форшгейм (біля Дахау), звідки втік до України, пройшовши через усю Європу. Нагороджений орденом Червоної Зірки та іншими медалями.
Закінчив літературний факультет Владивостокського педінституту (1949) та аспірантуру філософського факультету Київського державного університету ім. Т. Г. Шевченка (1954).
1960 року — завідувач новостворенної кафедри етики, естетики і логіки КДУ ім. Т. Г. Шевченка. У період 1965—1968 рр. був ректором Київського інституту театрального мистецтва.
1979—1981 рр. працював професором Братиславського університету, у період із 1987 до 1988 рр. — професор Техаського університету в США. 1990—1992 рр. — професор Університетів Беміджи та Моорхед (штат Міннесота).
1993 року — головний науковий співробітник відділу порівняльної професійної педагогіки Інституту педагогічної освіти і освіти дорослих НАПНУ (Київ). 
З 1995 року очолював Всеукраїнське товариство захисту та сприяння розвиткові духовної культури людини «Прометей».
10 грудня 2018 року Кудін помер на 94 році життя через важку хворобу. 17 грудня відбулося прощання з професором в церкві на Байковому кладовищі.

## Наукова діяльність
Опублікував понад 180 наукових праць. Серед них книги: «Питання соціалістичного реалізму» (1959), «Що таке мистецтво» (1960), «Соціалістичний реалізм» (1961), «Естетика» (1967) — перший україномовний підручник з естетики, «Бесіди про естетику» (1969), «Естетика і творчість» (1973) та інші, де порушуються питання, пов'язані з розвитком сучасного кіномистецтва. Автор нарисів про кіно: «Екран і життя» (К., 1967), "Кіно Радянської України (1979), сценарію телефільму «Кіно України» (1967). Автор книг про життя і творчість Олександра Довженка: «Сашко», «Зоряний шлях».
Автор статей у збірниках «Кіно і сучасність», «Мистецтво екрана», «Людина і кіно», «Сучасна кінопанорама» та інших, на сторінках журналів і газет.

## Нагороди
Лауреат премії Спілки кінематографістів України (1977) за статті.
У 2011 році отримав премію Телетріумф у номінації «За особистий внесок у розвиток українського телебачення премія „Телетріумф“»
Нагороджений орденом Червоної Зірки, медалями. Член Національної спілки кінематографістів України.
Міжнародний біографічний інститут (США) назвав Вячеслава Кудіна одним з 500 видатних вчених ХХ століття, які зробили значний внесок у розвиток людського суспільства.